# Põltsamaa (gemeente)
Põltsamaa (Estisch: Põltsamaa vald) is een gemeente in de Estische provincie Jõgevamaa met 9.665 inwoners op 1 januari 2023 en een oppervlakte van 889,56 vierkante kilometer. De hoofdplaats is de gelijknamige stad.
Põltsamaa vald was tot in 2017 een zogenaamde ‘ringgemeente’ (rõngasvald), een gemeente rondom een plaats die als bestuurscentrum fungeert, maar er zelf niet bijhoort, in dit geval de stad Põltsamaa. In oktober 2017 werden de stadsgemeente Põltsamaa, de gemeente Pajusi en het grootste deel van de gemeente Puurmani bij Põltsamaa vald gevoegd.
In Põltsamaa vald bevindt zich bij Kalme het geografisch middelpunt van het vasteland van Estland.

## Plaatsen
- stad: Põltsamaa.
- grotere nederzettingen met de status van vlek (Estisch: alevik): Adavere, Kamari en Puurmani.
- dorpen (Estisch: küla): Aidu, Alastvere, Altnurga, Annikvere, Arisvere, Esku, Jüriküla, Kaavere, Kablaküla, Kalana, Kaliküla, Kalme, Kauru, Kirikuvalla, Kõpu, Kõrkküla, Kose, Kuningamäe, Kursi, Laasme, Lahavere, Lebavere, Loopre, Luige, Lustivere, Mällikvere, Mõhküla, Mõisaküla, Mõrtsi, Neanurme, Nõmavere, Nurga, Pajusi, Pauastvere, Pikknurme, Pilu, Pisisaare, Pudivere, Puduküla, Puiatu, Räsna, Rõstla, Sopimetsa, Sulustvere, Tammiku, Tapiku, Tõivere, Tõrenurme, Tõrve, Umbusi, Uuevälja, Vägari, Väike-Kamari, Väljataguse, Vitsjärve, Võhmanõmme, Võisiku en Vorsti.

## Sport
In de kern Adavere bevindt zich de ijsbaan Välirada Põltsamaa. Deze natuurijsbaan is open sinds 2004, ligt 71 meter boven zeeniveau en heeft een lengte van 240 meter. Het was lange tijd de belangrijkste ijsbaan van Estland voor het langebaanschaatsen. Zo is er meermaals om Estse titels geschaatst.

## Geboren
- in 1976 in Põltsamaa: Janek Tombak, wielrenner
- in 1980 in Põltsamaa: Aivar Anniste, voetballer
- in 1996 in Adavere: Marten Liiv, schaatser

Landgemeenten: Jõgeva · Mustvee · Põltsamaa